# Bibliographie en sociologie du loisir
Pour un article plus général, voir Publications importantes en sociologie.
 (avril 2022).
Motif : La page "sociologie du loisir" a été supprimée. Par conséquent, l'existence d'une bibliographie n'est pas justifiée, il faut la recycler vers d'autres bibliographies de sociologie
 (août 2024).
- Si vous ne connaissez pas le sujet, laissez ce bandeau (vous pouvez alors contacter les auteurs).
- Si vous supprimez le contenu mis en cause (vous pouvez préalablement contacter les auteurs),

argumentez précisément cette suppression dans la page de discussion
(un manque de référence n'est pas un argument ; une recherche réelle de référence doit avoir été effectuée, être formellement documentée).

## Ouvrages

### Généraux
- Joffre Dumazedier, Vers une civilisation du loisir ?, Paris, Seuil, 1962

Alain Corbin, L'avènement des loisirs, Aubier,  1995

### Sociologie du cinéma
- Yann Darré, « Esquisse d’une sociologie du cinéma », Actes de la recherche en sciences sociales, nos 161-162 « Cinéma et intellectuels. La production de la légitimité artistique »,‎ janvier-février 2006
- Emmanuel Ethis, Sociologie du cinéma et de ses publics, Armand Colin, coll. « 128 », 2005
- Fabrice Montebello, Le cinéma en France depuis les années 1930, Armand Colin, coll. « Cinéma », 2005

#### Champ cinématographique
- Pierre Bourdieu, « Mais qui a créé les créateurs ? », dans Questions de sociologie, Les Éditions de Minuit, coll. « Reprise », 2002 (1re éd. 1984), 277 p. (ISBN 9782707318251), p. 207-221
- Pierre Bourdieu, « Première partie : Trois états du champ », dans Les Règles de l’art, Seuil, 1992, p. 85 à 290
- Yann Darré, Une histoire sociale du cinéma français, La Découverte, 2000
- Jean-Pierre Esquenazi, « L’auteur, un cri de révolte », dans Politique des auteurs et théories du cinéma, L’Harmattan, 2002, p. 67 à 94
- Joël Magny, « 1953-1968 : De la "mise en scène" à la "politique des auteurs" », dans Histoire des théories du cinéma, Cinémaction, 1991, p. 86 à 90
- René Prédal, Le cinéma d’auteur, une vieille lune ?, Éditions du Cerf, 2001
- Pierre Sorlin, Sociologie du cinéma, Aubier, 1977
- Pierre Sorlin, « Quelqu’un à qui parler », dans Jean-Pierre Esquenazi (sous la direction de), Politique des auteurs et théories du cinéma, L’Harmattan, 2002, p. 137 à 163
- Pierre Sorlin, 1946-1960 : l’héritage de Kracauer (Histoire des théories du cinéma), Cinémaction, 1991, p. 80 à 85

#### Publics
- Pierre Bourdieu, La distinction : Critique sociale du jugement, Paris, Les Éditions de Minuit, 1979, p. 29 à 69
- Olivier Donnat (dir.), Regards croisés sur les pratiques culturelles, Paris, La Documentation Française, 2003
- Jean-Pierre Esquenazi, Sociologie des publics, Paris, La Découverte, 2003
- Nathalie Heinich, « Aux origines de la cinéphilie : les étapes de la perception esthétique », dans Jean-Pierre Esquenazi (sous la direction de), Politique des auteurs et théories du cinéma, Paris, L’Harmattan, 2002, p. 9 à 38
- Laurent Jullier, Qu’est-ce qu’un bon film ?, Paris, La Dispute, 2002
- Armand Mattelart et Érik Neveu, Introduction aux Cultural Studies, Paris, La Découverte, coll. « Repères », 2003
- Geneviève Sellier, « Cinéma "commercial", cinéma "d’élite" : vers un dépassement ? », dans Jean-Pierre Esquenazi (sous la direction de), Cinéma contemporain, état des lieux, Paris, L’Harmattan, 2004, p. 167 à 178

### Sociologie du sport
- Olivier Aubel, Brice Lefèvre et Gary Tribou Éditions FPS, Sports et sportifs en France, mars 2008, 80 p.
- Jacques Ardoino et Jean-Marie Brohm, « Anthropophagie du sport. Perspectives critique », actes du colloque Paris-Sorbonne « Quel corps ? »,‎ 19-21 avril 1991
- Pierre Arnaud (dir.), Les athlètes de la République : gymnastique, sport et idéologie républicaine : 1870-1914, Toulouse, Privat, 1984
- Pierre Arnaud (dir.), Les origines du sport ouvrier en Europe, Paris, L'Harmattan, 1994
- Pierre Arnaud (dir.), Une histoire du sport (XIXe-XXe), Paris, La Documentation Française, 1995
- Pierre Arnaud et Jean Camy (textes réunis par), La Naissance du mouvement sportif associatif en France : sociabilités et formes de pratiques sportives, Lyon, Presses Universitaires de Lyon, 1986
- Pierre Arnaud et Thierry Terret, Histoire du sport féminin, Paris, L'Harmattan, 1996
- Jean-Pierre Augustin, « Espaces et histoire des sports collectifs. Rugby, football, basketball : l'exemple des Landes (1890-1983) », Travaux et recherches en éducation physique et sportive, INSEP, no 8,‎ 1985, p. 84-94
- Patrick Baudry, Le corps extrême : approche sociologique des conduites à risque, Paris, L'Harmattan, 1991, 239 p.
- G. Berthaud, Jean-Marie Brohm et al., « Sport, culture et répression », Partisans, Paris, Maspero, 1972 (rééd.), no 43,‎ juillet-septembre 1968
- O. Bessy, De nouveaux espaces pour le corps : approche sociologique des salles de "mise en forme" et leur public. Le marché parisien, vol. 1-3, Paris-V, coll. « Sciences de l'Éducation », 1990, thèse
- Michel Bouet, La signification du sport, Paris, L'Harmattan, 1995, 667 p.
- Pierre-Yves Boulongne, La vie et l'œuvre pédagogique de Pierre de Coubertin. 1863-1937, Ottawa, éditions Léméac, 1975
- Pierre Bourdieu, « Comment peut-on être sportif ? », dans Questions de sociologie, Paris, Les Éditions de Minuit, 1980, p. 137-195
- Pierre Bourdieu, « Programme pour une sociologie du sport », dans Choses dites, Paris, Les Éditions de Minuit, 1987, p. 203-216
- Jean-Marie Brohm, Le Mythe olympique, Paris, Christian Bourgois, coll. « Quel Corps ? », 1981
- Jean-Marie Brohm, Les meutes sportives : critique de la domination, Paris, L'Harmattan, 1993, 575 p.
- Jean-Marie Brohm, Sociologie politique du sport, Nancy, Presses Universitaires de Nancy, 1992, 399 p.
- Christian Bromberger (dir.), Alain Hayot (collab.) et Jean-Marc Mariottini (collab.), Le Match de football. Ethnologie d'une passion partisane à Marseille, Naples et Turin, Paris, Maison des sciences de l'homme, 1994, 406 p.
- Christian Bromberger (dir.), Des sports, Paris, Ministère de la culture et de la communication, 1995
- Michel Caillat et Jean-Marie Brohm, Les dessous de l'olympisme, Paris, La Découverte, 1984
- Michel Caillat, L'idéologie du sport en France depuis 1880, Montreuil, Éditions de la passion, 1989
- Michel Caillat, Sport et civilisation : histoire et critique d'un phénomène social de masse, Paris, L'Harmattan, 1996, 120 p.
- Roger Caillois (dir.), Jeux et sports, Paris, Gallimard, coll. « Encyclopédie de La Pléiade », 1967, 1826 p.
- Louis Callebat, Pierre de Coubertin, Paris, Fayard, 1988
- Jean-Pierre Callède, L'esprit sportif. Essai sur le développement associatif de la culture sportive, Bordeaux, Maison des sciences de l'homme d'Aquitaine - Presses universitaires de Bordeaux, 1987
- (en) Ernest Cashmore, Making sense of sports, Londres - New-York, Routledge, 1990, 240 p. (ISBN 978-0-415-02569-0)
- Jean-Louis Chappelet, Le système olympique, Grenoble, Presses Universitaires de Grenoble, 1991
- François Charton, Les dieux du sport, le sportif et son imaginaire, Paris, Desclée de Brouwer, 1998, 129 p.
- Jean-Paul Clément, Jacques Defrance et Christian Pociello, Sport et pouvoirs au XXe siècle, Grenoble, Presses Universitaires de Grenoble, coll. « Sport en questions », 1994, 204 p.
- Collectif, « L'âge du sport », Le Débat, no 19,‎ février 1982
- Collectif, « Le nouvel âge du sport », Esprit, no 4,‎ avril 1987
- Collectif, « Sport, technologie, société », Culture technique, no 13,‎ janvier 1985
- Collectif, Des jeux et des sports, actes du colloque de Metz 26-28 septembre 1985, Centre de recherche histoire et civilisation de l'université de Metz, 1986
- Collectif, Jeux et sports dans l'histoire : actes du 119e congrès des sociétés savantes, Amiens, 1994
- Collectif, Sport et changement social, actes des Ires journées d'études : Bordeaux 3-4 avril 1987, Bordeaux, Société française de sociologie du sport - Maison des sciences de l'homme d'Aquitaine, 1987
- Collectif, Sport, relations sociales et action collective : actes du colloque des 14 et 15 octobre 1993 à Bordeaux, Talence, Édition de la maison des sciences de l'homme d'Aquitaine, 1995, 780 p.
- Collectif, Sports et sociétés contemporaines : VIIe symposium de l'ICSS, Paris (INSEP), 6-10 juillet 1983, Paris, Société française de sociologie du sport, 1984
- G. Combaz, Sociologie de l'éducation physique, Paris, PUF, 1992
- Pierre de Coubertin, L'idée olympique : Discours et essais, Stuttgart, Verlag Karl Hoffman, 1967
- Frédéric Baillette (dir.) et Jean-Marie Brohm (dir.), Critique de la modernité sportive, Paris, Les Éditions de la Passion, coll. « Quel Corps ? », 1995, 331 p.
- A. Davisse et C. Louveau, Sports, école et société : la part des femmes, Joinville-Le-Pont, Actio, 1991
- Jacques Defrance, L'excellence corporelle. La formation des activités physiques et sportives modernes, 1770-1914, Rennes - Paris, Presses Universitaires de Rennes, 1987
- Jacques Defrance, Sociologie du sport, Paris, La Découverte, 1995
- J.-M. Deleplace, G. Treutlein et G. Spitzer, Le sport et l'éducation physique en France et en Allemagne : Contribution à une approche sociohistorique des relations entre les deux pays, Symposium franco-allemand d'histoire du sport et de l'éducation physique (Montpellier, septembre 1992), Montpellier, Éditions AFRAPS, 1994
- Bruno Dumons, Gilles Pollet et Muriel Berjat, Naissance du sport moderne, Lyon, La Manufacture, 1987
- Éric Dunning et Norbert Elias, Sport et civilisation : la violence maîtrisée, Paris, Fayard, 1994, 392 p.
- Pascal Duret, L'héroïsme sportif, Paris, PUF, 1993, 136 p.
- Alain Ehrenberg, « Aimez-vous les stades ? : les origines des politiques sportives en France 1870-1930 », Recherches, Paris, no 43,‎ avril 1980
- Alain Ehrenberg, Le culte de la performance, Paris, Calmann-Lévy, 1991
- Borhane Erraïs (dir.), La femme d'aujourd'hui et le sport, Paris, Amphora, 1991
- J.-M. Faure, Sport, cultures et classes sociales, Nantes, 1987, thèse d'État
- Antoine Haumont, Jean-Louis Levet et Raymond Thomas, Sociologie du sport, Paris, PUF, 1987, 222 p.
- Ronald Hubscher (dir.), L'histoire en mouvement : le sport dans la société française, XIXe – XXe siècles, Paris, Armand Colin, 1992
- Michel Jamet, Le sport dans la société, entre raison(s) et passion(s), Paris, L'Harmattan, 1991, 223 p.
- Patrick Laclémence, Le stade de football : espace d'ordre ou zone à risque pour les foules festives ? Spectateurs, supporters, hooligans ou martyrs, Reims, 1995, thèse de doctorat
- Yves Le Pogam, Démocratisation du sport, mythe ou réalité ?, Paris, Éditions Universitaires, 1979
- Jean Sagnes (dir.), Le sport dans la France contemporaine, Perpignan, Presses Universitaires de Perpignan, 1996 (ISBN 978-2-908912-39-5)
- Bernard Leconte et George Vigarello (dir.), Le spectacle du sport, Paris, Seuil, 1998, 215 p.
- Y. Liézard, Sport et dynamiques sociales, Paris, Actio, 1989
- Alain Loret, Génération glisse : dans l'eau, l'air, la neige, la révolution du sport des "années fun", Paris, Autrement, 1995, 325 p.
- Alain Loret, Sport et management, Paris, Dunod, 1993
- Jacques Lemaire (dossier établi par), Panem et sportenses ? : sport et société, Bruxelles, 1989
- Françoise Pappia, « Jeux Olympiques : du signal universel à la pluralité des images », dans Le spectacle du sport, Paris, Seuil, coll. « Communications », 1998, p. 91-104
- Pierre Parlebas, Éléments de sociologie du sport, Paris, PUF, 1986, 278 p.
- E. Perrin, Culte du corps : Enquête sur les nouvelles pratiques corporelles, Lausanne, P. M. Favre, 1985
- Christian Pociello et al., Sports et sociétés : Approche socioculturelle des pratiques, Paris, Vigot, 1981
- Christian Pociello, Les cultures sportives pratiques, représentations et mythes sportifs, Paris, PUF, 1995, 287 p.
- Heinz Risse, Sociologie du sport, Rennes, Presses de l'Université Rennes 2, 1991, 108 p.
- Martine Segalen, Les enfants d'Achille et de Nikè : une ethnologie de la course à pied ordinaire, Paris, Métailié, 1994, 246 p.
- P. Simmonnot, Homo sportivus : sport, capitalisme et religion, Paris, Gallimard, 1988
- Anne-Sophie Sayeux, Surfeurs, l'être au monde : Une analyse socio-anthropologique, Rennes, PU Rennes, 2008, 217 p.
- Raymond Thomas, Histoire du sport, Paris, PUF, coll. « Que sais-je ? », 1991
- Raymond Thomas, Sociologie du sport, Paris, PUF, coll. « Que sais-je ? », 1993
- George Vigarello, « Une histoire culturelle du sport : techniques d'hier et d'aujourd'hui », revue EPS, Paris, Pierre Laffont,‎ 1988
- (en) Eugen Weber, « Pierre de Coubertin and the Introduction of Organized Sport in France », Journal of Contemporary History, vol. 5, no 2,‎ 1970. Traduction française dans Eugen Weber, Ma France, Paris, Fayard, 1991